# Donald McIntyre
Donald McIntyre (Sir Donald Conroy McIntyre), (nasceu 22 de outubro, 1934 em Auckland), é um baixo-barítono neozelandês, com desempenho notável na obra de Richard Wagner.
Foi protagonista de produções míticas na historia da ópera, nomeadamente Der Ring des Nibelungen dirigida por Pierre Boulez, e encenada por Patrice Chéreau, gravada para o Festival de Bayreuth entre 1976 e 1980, produzida para Tv está disponível em CD e DVD.